# Главы Мелитополя
Список глав Мелитополя с 1844 года по настоящее время.
Мелитополь получил статус города в 1842 году, и несколько следующих лет административные органы Мелитопольского уезда переезжали в Мелитополь из Орехова. До 1867 года городом управлял руководитель городской полиции — городничий (до 1863) или исправник (1863—1867).
8 мая 1867 в Мелитополе было введено упрощённое городское хозяйственное управление, и во главе города стал городской староста. После принятия Городового положения 16 июня 1870 Мелитополем управлял городской голова, избираемый городской думой.
В годы Гражданской войны власть в Мелитополе многократно менялась, но долговечная гражданская власть возникала редко. В составе Советского Союза Мелитополем управляли 2 человека с взаимодополняющими полномочиями, председатель горисполкома и первый секретарь горкома партии. В годы германской оккупации Мелитополя (1941—1943) городом руководили гебитскомиссар и бургомистр.
На независимой Украине председатель горисполкома оставался фактическим руководителем города до 1997 года, когда была введена должность городского головы.

## Российская империя(1844—1917)
| Фамилия, Имя Отчество            | Годы жизни      | Должность                                                   | Период руководства      |
| -------------------------------- | --------------- | ----------------------------------------------------------- | ----------------------- |
| Янушковский, Каетан Антонович    |                 | городничий                                                  | 1844—1847               |
| Ковецкий, Цезарь Лаврентьевич    |                 | городничий                                                  | 1848—1861               |
| Брамм                            |                 | городничий                                                  | 1861—1862               |
| Карташев, Аполлон Михайлович     |                 | городничий                                                  | 1862—1863               |
| Симонович                        |                 | исправник                                                   | c 1863                  |
| Коротков                         |                 | городской староста                                          | около 1868              |
| Купенко, Тимофей Фёдорович       |                 | городской староста                                          | около 1871 — около 1872 |
| Варваров, Константин Феопонтович |                 | городской староста                                          | около 1872              |
| Куликовский, Иван Иванович       |                 | городской голова                                            | 1873—1878               |
| Ровинский, Иван Прокофьевич      |                 | городской голова                                            | 1878—1890               |
| Черников, Иван Егорович          |                 | городской голова                                            | 1890—1894               |
| Донцов, Иван Дмитриевич          | около 1840—1894 | избран городским головой, но умер до вступления в должность | —                       |
| Панкеев, Алексей Матвеевич       |                 | городской голова                                            | 1894—1902               |
| Черников, Иван Егорович          |                 | городской голова                                            | 1902—1906               |
| Ровинский, Леонид Иванович       |                 | городской голова                                            | 1906—1910               |
| Жамгоцев, Иосиф Яковлевич        |                 | городской голова                                            | 1910—1915               |
| Панкеев, Алексей Матвеевич       |                 | городской голова                                            | 1915—1917               |

## Советский Союз(1917—1941)
О некоторых руководителях города этого периода никаких сведений не осталось. Сохранившаяся информация представлена в таблице.
| Фамилия, Имя Отчество             | Годы жизни | Должность                                                              | Период руководства          |
| --------------------------------- | ---------- | ---------------------------------------------------------------------- | --------------------------- |
| Пахомов, Николай Иванович         | 1893—1938  | председатель мелитопольского Совета рабочих и солдатских депутатов     | 20 декабря 1917 — март 1918 |
| Кириенко, Иван Михайлович         |            | председатель мелитопольского горисполкома рабочих и сельских депутатов | 1919 — 1922                 |
| Капранов, Николай Евдокимович     |            | председатель мелитопольского горисполкома рабочих и сельских депутатов | 1922 — 1924                 |
| Пахомов, Николай Иванович         | 1893—1938  | председатель окружисполкома                                            | 1925 — 1926                 |
| Коржиков, Тит Михайлович          | 1896—1937  | председатель окружисполкома                                            | 1926—1928                   |
| Кириченко                         |            | председатель окружисполкома                                            | 1928                        |
| Власенко, Тимофей Антипович       |            | председатель горсовета                                                 | 1928—1929                   |
| Беляев, Александр Алексеевич      |            | председатель горсовета                                                 | 1930—1931                   |
| Емельянов                         |            | председатель горсовета                                                 | 1932—1933                   |
| Власов                            |            | председатель горсовета                                                 | 1933—1934                   |
| Плоткин, Семён Григорьевич        | ум. 1942   | председатель горсовета                                                 | 1936—1937                   |
| Ильяшенко, Дмитрий Константинович |            | председатель горсовета                                                 | 1937—1938                   |
| Филипповский, Василий Кузьмич     |            | председатель горисполкома                                              | 1939—1945                   |

## Германская оккупация(1941—1943)
Гебитскомиссар
| Фамилия, Имя Отчество | Годы жизни | Должность      | Период руководства |
| --------------------- | ---------- | -------------- | ------------------ |
| Хейниш, Георг         | 1901—1946  | гебитскомиссар | 01.09.1942 — 1943  |

Бургомистры
| Фамилия, Имя Отчество             | Годы жизни | Должность  | Период руководства          |
| --------------------------------- | ---------- | ---------- | --------------------------- |
| Классен Д. Д.                     | умер 1942  | бургомистр | октябрь 1941 — декабрь 1942 |
| Гороновский Е.                    |            | бургомистр | декабрь 1942 — март 1943    |
| Курило-Крымчак, Илларион Павлович | 1903—1947  | бургомистр | март 1943 — октябрь 1943    |

## Советский Союз(1943—1991)
| Фамилия, Имя Отчество         | Годы жизни | Должность                 | Период руководства |
| ----------------------------- | ---------- | ------------------------- | ------------------ |
| Филипповский, Василий Кузьмич |            | председатель горисполкома | 1939—1945          |
| Землянко, Пётр Агеевич        |            | председатель горисполкома | 1945—1948          |
| Ильин, Григорий Дмитриевич    |            | председатель горисполкома | 1948—1950          |
| Богданов, Дмитрий Иванович    |            | председатель горисполкома | 1950—1961          |
| Костин, Виктор Алексеевич     | 1927—2003  | председатель горисполкома | 1961—1971          |
| Глухов, Василий Павлович      | 1928—2014  | председатель горисполкома | 1971—1977          |
| Причкин, Алексей Алексеевич   | род. 1938  | председатель горисполкома | 1977—1983          |
| Крючков, Борис Алексеевич     | род. 1935  | председатель горисполкома | 1983—1990          |
| Паршуков, Виктор Фёдорович    | род. 1949  | председатель горисполкома | 1990—1991          |
| Мангул, Анатолий Ильич        | род. 1952  | председатель горисполкома | 1991               |

## Украина(с 1991)
| Фамилия, Имя Отчество         | Годы жизни | Должность                                                                           | Период руководства      |
| ----------------------------- | ---------- | ----------------------------------------------------------------------------------- | ----------------------- |
| Мангул, Анатолий Ильич        | род. 1952  | председатель горисполкома, городской голова                                         | 1991—1998               |
| Сычёв, Виктор Александрович   | 1947—2006  | городской голова                                                                    | 1998—2002               |
| Ефименко, Василий Васильевич  | род. 1963  | городской голова                                                                    | 2002—2006               |
| Сычёв, Дмитрий Викторович     | 1972—2010  | городской голова                                                                    | 2006—2010               |
| Вальтер, Сергей Георгиевич    | 1958-2015  | городской голова                                                                    | 2010—08.02.2013         |
| Барыбин, Александр Николаевич |            | секретарь городского совета, и. о. городского головы                                | 08.02.2013—07.06.2013   |
| Чаппа, Андрей Фёдорович       |            | секретарь городского совета, и. о. городского головы                                | 07.06.2013—28.02.2014   |
| Минько, Сергей Анатольевич    | род. 1973  | секретарь городского совета, и. о. городского головы. С 17.11.2015 городской голова | с 28.02.2014—12.06.2019 |
| Иван Сергеевич Фёдоров        | род. 1988  | городской голова                                                                    | 17.12.2020 - 02.02.2024 |